# Kostel svatého Wolfganga (Schneeberg)

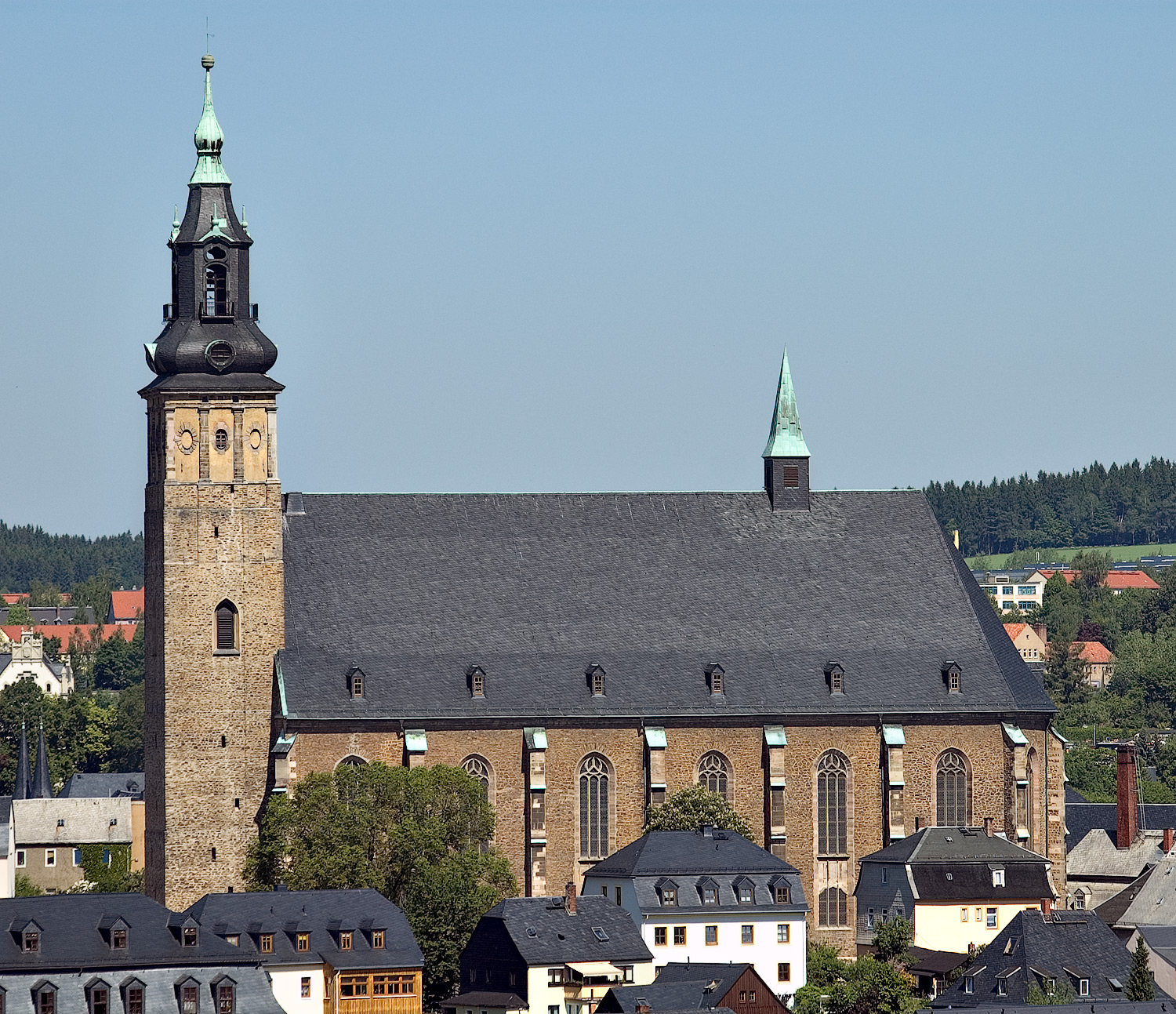
Pohled na kostel

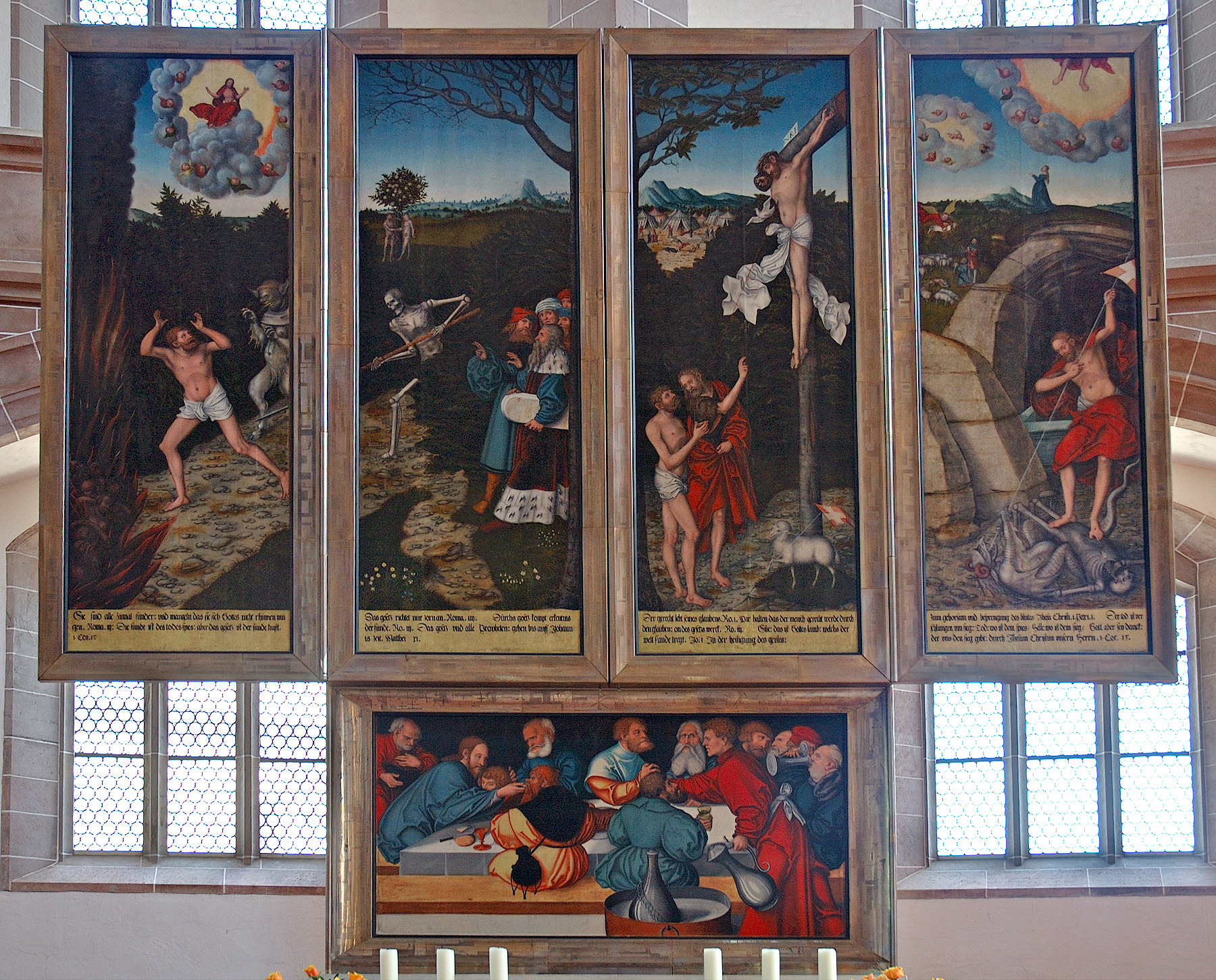
Oltář Lucase Cranacha

Kostel sv. Wolfganga ve Schneebergu (Sasko, Německo) je jednou z významných památek gotické architektury. Je jedním z největších a architektonicky nejvyspělejších kostelů období pozdní gotiky. Typově se jedná o pozdní krušnohorskou halu (typ halového kostela), chórové kaple jsou začleněny do závěru ve tvaru čtyř částí šestnáctiúhelníku, který spojuje všechny tři lodi kostela. Celý interiér obklopují empory. Kostel byl vybudován v 16. století.
V interiéru kostela se nacházejí cenná díla, mimo jiné obrazy Lucase Cranacha.